# William Parker, 1. Baronet (of Shenstone Lodge)

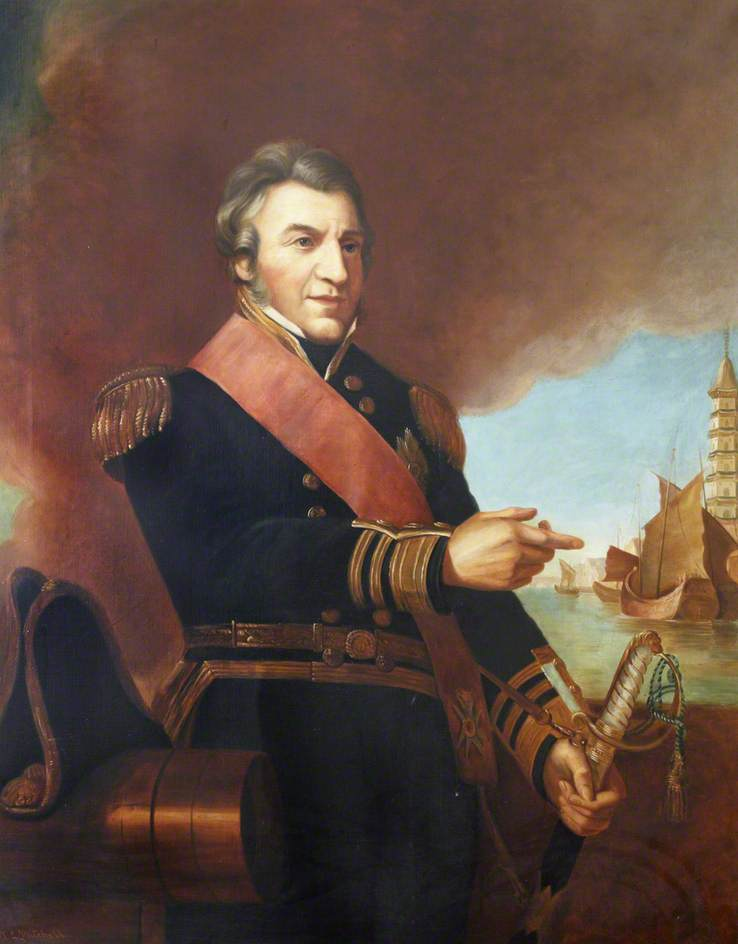
Sir William Parker

Sir William Parker, 1. Baronet GCB (* 1. Dezember 1781 in Almington, Staffordshire, England; † 13. November 1866) war ein britischer Marineoffizier und Admiral.
Parker trat im Februar 1793 in die Royal Navy ein und diente auf der HMS Orion unter Captain John Thomas Duckworth, die in der Kanalflotte Dienst tat. Er folgte Duckworth auf die HMS Leviathan, die nach Westindien ging, wo er zum Lieutenant befördert und Kommandant der HMS Magicienne wurde.
Parker wurde bereits 1801 Captain und kommandierte, nachdem er 1830 zum Rear Admiral befördert worden war, 1832 das britische Geschwader im Tejo. 1835 wurde er zum Zweiten Seelord ernannt, übernahm dann aber 1841 den Oberbefehl über die britische Seemacht im Ersten Opiumkrieg in China. Zusammen mit den Landtruppen unter Gough eroberte er Tschusan, Ning-po sowie Tschapu, erzwang den Zugang zum Jangtsekiang und erschien schließlich vor Nanjing, woraufhin der Friede geschlossen wurde.
1815 wurde er Companion und 1834 Knight Grand Cross des Order of the Bath.
Parker wurde am 18. Dezember 1844 der erbliche Adelstitel Baronet, of Shenstone Lodge in the County of Stafford, verliehen und erhielt bald darauf den Oberbefehl über die Mittelmeerflotte. Im Jahr 1846 war er für elf Tage als Vice Admiral Erster Seelord. 1850 nötigte er durch eine Blockade der griechischen Häfen die dortige Regierung, sich den Forderungen Großbritanniens zu fügen. Nachdem er 1851 zum Admiral befördert worden war, wirkte er eine Zeit lang als Hafenkommandeur von Devonport und wurde 1863 Admiral of the Fleet.
William Parker starb am 13. November 1866, sein Sohn William Parker erbte seinen Adelstitel.